# Porthidium
Porthidium é um género de víboras-de-fosseta peçonhentas encontradas no México e daí para sul até ao norte da América do Sul. O nome deriva da palavra grega portheo e o sufixo -idus, que significam "destruir" e "possuir a natureza de", numa aparente referência ao veneno. Em 2016 eram reconhecidas como válidas nove espécies. As serpentes do género Hypnale do sul da Índia e Sri Lanka têm aparência muito similar às deste género, possivelmente um exemplo de evolução convergente.

## Descrição
Porthidium é um género de espécies pequenas, com o comprimento total dos adultos (incluindo cauda) variando entre desde os 55 cm (P. dunni e P. yucatanicum) até 75 cm (P. lansbergii e P. ophryomegas). Adicionalmente, a forma corporal varia desde relativamente delgada (P. ophryomegas) a relativamente corpulenta (P. nasutum). Todas possuem um canthus rostralis bem definido e uma escama rostral que é mais alta que larga. A ponta do focinho pode ser um poco ou moderamente elevada (P. hespere, P. lansbergii, P. ophryomegas e P. volcanicum), ou fortemente elevada (P. dunni e P. yucatanicum), ou sem qualquer elevação. 
Todas as espécies apresentam um padrão de cores que usualmente consiste de um fundo castanho ou cinzento ao qual se sobrepõe uma série de manchas escuras paraventrais separadas por uma pálida e estreita faixa vertebral. As manchas são de forma quadrada, rectangular ou triangular. Em algumas espécies, o padrão de coloração é determinado pelo sexo.

## Distribuição geográfica
Encontradas no México (Colima, Oaxaca e Chiapas na vertente do Pacífico, Península de Iucatã na vertente atlântica) e para sul por toda a América Central até ao norte da América do Sul (Equador nas terras baixas do Pacífico, norte da Venezuela nas terras baixas do Atlântico.

## Espécies
| Espécies       | Autor                    | Subesp.* | Distribuição geográfica |
| -------------- | ------------------------ | -------- | --- |
| P. arcosae     | Schätti & Kramer, 1993   | 0        | Costa do Equador |
| P. dunni       | (Hartweg & Oliver, 1938) | 0        | Sul do México nas costas de Oaxaca e ocidente de Chiapas. |
| P. hespere     | (Campbell, 1976)         | 0        | México Ocidental (Colima). |
| P. lansbergii  | (Schlegel, 1841)         | 4        | Extremo oriental da América Central nas terras baixas costeiras do centro e sul do Panamá. No norte da América do Sul nas terras baixas atlânticas da Colômbia e norte da Venezuela e terras baixas da costa do pacífico no Equador. |
| P. nasutumT    | (Bocourt, 1868)          | 0        | Sul do México, para sul por toda a América Central até ao ocidente da Colômbia e noroeste do Equador na América do Sul. Habita as terras baixas atlânticas do México (Tabasco e Chiapas) até Belize, Guatemala, Honduras, Nicarágua e Costa Rica, leste do Panamá e noroeste da Colômbia. Nas terras baixas do Pacífico, ocorre no sudoeste da Costa Rica, centro e leste do Panamá, até ao noroeste do Equador. Encontra-se a altitudes de até 900 metros. |
| P. ophryomegas | (Bocourt, 1868)          | 0        | América Central na Guatemala, El Salvador, Honduras, Nicarágua e Costa Rica. |
| P. porrasi     | Lamar, 2003              | 0        | Sudoeste da Costa Rica |
| P. volcanicum  | Solórzano, 1994          | 0        | Vulcão de Buenos Aires e Valle del General em Puntarenas, Costa Rica. |
| P. yucatanicum | (H.M. Smith, 1941)       | 0        | Metade norte da Península de Iucatã no México. |

T) Espécie-tipo.